# Autopistas federales de Rusia

Mapa del sistema de autopistas federales ruso.

Las autopistas federales de Rusia (en ruso: автомобильные дороги федерального значения Российской Федерации, avtomobil'nye dorogi federal'nogo znacheniya Rossiyskoy Federatsii, literalmente "autopistas de importancia federal en la Federación Rusa") son las autopistas más importantes de Rusia, que son de propiedad federal.

## Definición
Los siguientes autopistas se designan como federales:
Todas las autopistas que
- conectan Moscú con las capitales de los países vecinos y con los centros administrativos de los sujetos de la Federación Rusa. Se identifican por el prefijo "M" en las señales nacionales de ruta;
- las que son partes de las redes internacionales de carreteras: europeas y asiáticas, identificados por los prefijos "E" y "AH" en las señales de las vías internacionales utilizadas simultáneamente con las señales nacionales de ruta.

Algunas autopistas
- aquellas que conectan los centros administrativos de los sujetos de la Federación de Rusia entre sí (ruta nacional signo prefijo "P")
- las carreteras de ramificación y carreteras puente (prefijo nacional "A"):
  - vías de acceso que conducen a los principales nodos de transporte y objetos especiales.
  - vías de acceso de centros administrativos de los sujetos de la Federación de Rusia, que no tiene ninguna conexión de carretera con Moscú a puertos marítimos y fluviales más cercanos o fronteras internacionales.
  - que interconectan otras carreteras federales.

Las carreteras federales se clasifican en Rusia en dos categorías: "autopistas/avtomagistral" (en ruso: магистральная автомобильная дорога, автомагистраль) y "otros".

## Autopistas federales
M
- M1 "Bielorrusia"
- M2 "Crimea"
- M3 "Ucrania"
- M4 "Don"
- M5 "Ural"
- M7 "Volga"
- M8 "Kholmogory"
- M9 "Baltia"
- M10 "Rusia"
- M11 "Neva"

R
- R21 "Kola"
- R22 "Caspio"
- R23 "Pskov"
- R56
- R92
- R119
- R120
- R132
- R158
- R176 "Vyatka"
- R178
- R193
- R208
- R215
- R217 "Cáucaso"
- R228
- R239
- R240
- R241
- R242
- R254 "Irtysh"
- R255 "Siberia"
- R256 "Chuysky Trakt"
- R257 "Yenisei"
- R258 "Baikal"
- R297 "Amur"
- R298
- R351
- R354
- R402
- R404
- R504 "Kolymá"
- R600

A
- A103 "Shchyolkovskoye"
- A104
- A105
- A106 "Rublyovo-Uspenskoye"
- A107 "Pequeño Anillo de Moscú"
- A108 "Gran Anillo de Moscú"
- A109 "Ilyinskoye"
- A110
- A111
- A112
- A113 "Carretera Circular Central"
- A114
- A118 "Carretera Circular de San Petersburgo"
- A119
- A120 "Medio Anillo Meridional de San Petersburgo"
- A121 "Sortavala"
- A130
- A132
- A133
- A134
- A135
- A136
- A142
- A146
- A147
- A148 "Desvío de Kurortny Prospekt"
- A149
- A151
- A153
- A154
- A155
- A156
- A157
- A158
- A159
- A160
- A161
- A162
- A163
- A164 "Transkam"
- A165
- A167
- A180 "Narva"
- A181 "Escandinavia"
- A212
- A216
- A229
- A240
- A260
- A270
- A280
- A290
- A295
- A300
- A305
- A310
- A320
- A322
- A331 "Vilyuy"
- A333
- A340
- A350
- A360 "Lena"
- A361
- A370 "Ussuri"
- A375 "Vostok"
- A381
- A382
- A383
- A384
- A391
- A392
- A401